# Best of Edda 1988–1998
A második tíz év 14 legjobb Edda-dalát összefoglaló album jelent meg 1998-ban, az együttes 23. albumaként.
Alternatív címe: „A legjobbak”, a borítóra is ez került.

## Számok listája
1. Szellemvilág – 4:18
2. Büszke sas – 3:51
3. Sirály – 4:48
4. Egy álom elég – 5:06
5. Száguldás fényes vágyakon – 4:02
6. Megint egy balhé – 4:19
7. Utolsó érintés – 5:00
8. Egy ez a tábor – 4:29
9. Egyedül Blues – 5:17
10. Egyedül maradtunk – 6:31
11. Elveszett illúziók – 6:52
12. Elérlek egyszer – 5:10
13. Lelkünkből – 6:03
14. Kör '98 (Ördögi kör újrafelvétele 1998-ban) – 4:03